# Brook Park (Ohio)
Brook Park és una població dels Estats Units a l'estat d'Ohio. Segons el cens del 2000 tenia 21.218 habitants.

## Demografia
Segons el cens del 2000, Brook Park tenia 21.218 habitants, 8.193 habitatges, i 5.989 famílies. La densitat de població era de 1.086,5 habitants/km².
Dels 8.193 habitatges en un 29% hi vivien nens de menys de 18 anys, en un 57,3% hi vivien parelles casades, en un 12% dones solteres, i en un 26,9% no eren unitats familiars. En el 23,6% dels habitatges hi vivien persones soles el 10,8% de les quals corresponia a persones de 65 anys o més que vivien soles. El nombre mitjà de persones vivint en cada habitatge era de 2,58 i el nombre mitjà de persones que vivien en cada família era de 3,06.
Per edats la població es repartia de la següent manera: un 22,8% tenia menys de 18 anys, un 7,2% entre 18 i 24, un 28,8% entre 25 i 44, un 24,2% de 45 a 60 i un 17,1% 65 anys o més.
L'edat mediana era de 40 anys. Per cada 100 dones de 18 o més anys hi havia 90,7 homes.
La renda mediana per habitatge era de 46.333 $ i la renda mediana per família de 53.324 $. Els homes tenien una renda mediana de 40.202 $ mentre que les dones 25.943 $. La renda per capita de la població era de 20.411 $. Aproximadament el 3,5% de les famílies i el 4,6% de la població estaven per davall del llindar de pobresa.

## Poblacions més properes
El següent diagrama mostra les poblacions més properes.